# مرکز تاریخی سنت پترزبورگ و بناهای تاریخی آن
مرکز تاریخی سن‌پترزبورگ و بناهای تاریخی آن (انگلیسی: Historic Centre of Saint Petersburg and Related Groups of Monuments) نامی است که توسط یونسکو به هنگام ثبت مجموعه‌ای از بخش تاریخی شهر سن‌پترزبورگ در روسیه، همراه با ساختمان‌ها و مجموعه‌های واقع در حومه این شهر، به‌عنوان یک میراث جهانی در سال ۱۹۹۱ استفاده شده است. این مکان به دلیل میراث معماری خود که تلفیقی از معماری باروک، معماری نئوکلاسیک و معماری احیاگری روسی است، به رسمیت شناخته شده است.

## مکان‌ها
این سایت شامل ۱۲۶ مکان مختلف است که شامل موارد زیر می‌شود:
1. مرکز تاریخی سنت پترزبورگ
2. بخش تاریخی شهر کرونشتات
3. قلعه کرونشتات
  - قلعه‌های جزیره کوتلین
    - سنگرهای دنا (قلعه دن)
    - قلعه شانتز
    - قلعه کاترین
    - قلعه ریفت
    - قلعه کنستانتین
    - برج سیگنال تولبوخین در جزیره تولبوخین

  - قلعه‌های خلیج فنلاند
    - قلعه اوبروچف
    - قلعه توتلبن
    - قلعه‌های شمالی شماره ۱–۷
    - قلعه پل (ریس‌بانک)
    - قلعه کرونشلات
    - قلعه الکساندر ("تچومنی")
    - قلعه پیتر
    - قلعه‌های جنوبی شماره ۱–۳

  - قلعه‌های ساحل خلیج فنلاند
    - قلعه لیسی نوس
    - قلعه اینو
    - قلعه اسب خاکستری (سریا لوشاد)
    - قلعه کراسنایا گورکا (تپه سرخ)

  - مهندسی عمرانی
    - سد توری
    - سد شمعی
    - سد سنگی
4. مرکز تاریخی شهر پتروکرپوست (اشلیسل‌بورگ)
5. قلعه اورشک در جزیره اورخووی، در سرچشمه رود نوا
6. کاخ‌ها و مجموعه‌های پارک شهر پوشکین (شهر) و مرکز تاریخی آن
7. کاخ‌ها و پارک‌های شهر پاولوفسک و مرکز تاریخی آن
8. رصدخانه پولکوو
9. کاخ و مجموعه پارک روستای روپشا
10. کاخ و مجموعه پارک روستای گوستیلیتسی
11. کاخ و مجموعه پارک روستای تایتسی
12. کاخ و مجموعه پارک شهر گاتچینا و مرکز تاریخی آن
13. مجموعه صومعه ساحلی سنت سرگیوس
14. کاخ و مجموعه پارک شهر استرلنا و مرکز تاریخی آن
15. کاخ و مجموعه پارک «میخائیلوفکا»
16. کاخ و مجموعه پارک «زنامنکا»
17. کاخ و مجموعه پارک شهر پترگوف و مرکز تاریخی آن
18. کاخ و مجموعه پارک «داچای سوبستنایا»
19. کاخ و مجموعه پارک «سرگیفکا»
20. کاخ‌ها و مجموعه‌های پارک شهر لومونوسوف (روسیه) و مرکز تاریخی آن
  - مرکز تاریخی شهر لومونوسوف (اورانینباوم، روسیه)، شامل کاخ و مجموعه پارک «پارک بالایی» و «باغ پایینی»
  - املاک موردوینوف
  - ویلا ماکسیموف
  - املاک زوبوف «اوترادا»
  - املاک راتکوف-روژنوف «دوبکی»
  - املاک س.ک. گریگ «سانس انویی»
  - ویلا بیمارستان
21. شهرک علمی-مؤسسه فیزیولوژیست ایوان پاولوف
22. املاک زینوویف
23. املاک شوالوف
24. املاک ویازمسکی
25. دریاچه سیستروتسکی رازلیف
26. ایلیا رپین
27. گورستان روستای کامارووا
28. جنگل لیندولوفسکایا
29. رود نوا به همراه سواحل و اسکله‌ها
30. سکو (پشته) ایژورسکی
31. ارتفاعات دودرگوف
32. بلندی کلتوشی
33. بلندی یوکوفسکایا
34. جاده‌ها
  - بزرگراه مسکوفسکویه
  - بزرگراه کیف‌سکویه
  - خط آهن لنینگراد-پاولوفسک
  - بزرگراه پوشکین-گاتچینا
  - بزرگراه ولخوف‌سکویه
  - بزرگراه تالین‌سکویه
  - بزرگراه پیترهوفسکویه
  - بزرگراه روپشینسکویه
  - بزرگراه گوستیلیتسکویه
  - بزرگراه پریمورسکویه
  - بزرگراه ویبورگ‌سکویه
  - بزرگراه کلتوش‌سکویه
35. کانال‌ها
  - کانال لیگوفسکی
  - کانال دریایی
  - کانال پتروفسکی
  - کانال کرونشتاتسکی
  - کانال زلنوگورسکی
36. کمربند سبز افتخار
  - حلقه محاصره
  - جاده زندگی
  - سکوی پرتاب اورانینباومسکی